# Неорганична химия
Неорганичната химия е дял от химията, който се занимава с изследването на свойствата и поведението на неорганичните съединения – техният строеж и способността им да реагират с други вещества. Това включва всички вещества, с изключение на изградените от въглеродни вериги (прави и затворени), които са обект на изучаване от отделен дял на химията, наречена органична химия. Разделението между органични и неорганични вещества е условно и до голяма степен произволно, а разделението между органична и неорганична химия не е пълно, съществува припокриване, особено в дисциплината металоорганична химия.
Неорганичната химия изучава химичните елементи и образуването на прости и сложни вещества, чийто брой се приближава до 400 000. Проучването на техните свойства често включва широк спектър от методи на физикохимията, защото те могат да комбинират свойства, характерни за органичната химия с физични свойства, обикновено свързани с неорганичните съединения (проводимост, магнитна или оптична активност, катализатори) и дори с биологични съединения, наречени бионеорганични, например, хемоглобин, хлорофил, витамин В12 и много ензими, които са в действителност неорганични.
Обикновено неорганичните съединения се класифицират според тяхната функция в киселини, основи, оксиди и соли. Оксидите често са разделени на метални (основни оксиди или основни анхидриди) и неметални оксиди (киселинни оксиди или киселинни анхидриди).

## История
Историята на неорганичната химия се разделя на няколко периода. Първият период (наречен стар период) представлява натрупването на познания чрез случайни наблюдения. В началото има стремеж за превръщането на неблагородни метали в благородни такива. Алхимичната идея е обоснована от Аристотел, чрез учението му за превръщаемостта на елементите.
През първата половина на XV век се появява идеята, че болестите се причиняват от определени вещества и борбата с тях трябва да се извършва чрез други познати вещества. Това води до началото на медицинохимичния период. По това време химията се обособява като самостоятелна наука. През Възраждането се развиват техническите приложения на химията. След създаването на понятието химичен елемент през 1661 г. от Робърт Бойл и определянето на предмета на химията, тя се превръща в съвременна наука. През 1675 г. Николас Лемери разделя химичните елементи на минерални, растителни и животински, с което обособява знанията за неорганичните вещества в отделен раздел на химията. В началото химията се опитва да обясни явлението горене. Немският химик Георг Щал създава флогистоновата теория, според която горящото тяло отделя безтегловната частица флогистон. През 1756 г. Михаил Ломоносов доказва опитно, че при горенето металите свързват частици от въздуха. Антоан Лавоазие отрича флогистоновата теория, чрез което се създава съвременната теория за горенето и се появяват понятията за химичен елемент и съединение.
Следващият период започва с трудовете на Джон Далтон и опитите му да обясни химичните закони чрез знанията на атомното учение. Това води до началото на периода на атомномолекулната теория. На Първия конгрес на химиците в Карлсруе през 1860 г. се дават дефинициите на понятията атом, валентност, еквивалент и молекула. Чрез откриването на периодичния закон и създаването на периодичната система, Дмитрий Менделеев показва, че атомномолекулната теория е свързана не само с химичните закони, но и с физичните свойства на елементите. Следващото развитие на неорганичната химия е свързано с откриването на радиоактивния разпад през 1876 г. и изясняването на строежа на атома през 1913 г. Чрез изследванията на Албрехт Косел и Гилбърт Луис през 1916 г. се решава проблема за природата на химичните връзки. На основа на теорията за хетерогенното равновесие на Уилард Гибс и Хенрик Розебом през 1913 г. Николай Курнаков създава един от основните методи на съвременната неорганична химия – физикохимичния анализ.

## Основни понятия
Неорганичните съединения се срещат в природата като минерали. Почвата може да съдържа железен сулфид като пирит или калциев сулфат като гипс. Неорганични съединения се срещат също така като биомолекули. Първото важно създадено от човека неорганично съединение е амониев нитрат за торене на почвата. Неорганични съединения са синтезирани за използване като катализатори или реагенти.

### Соли
Соли се наричат химични съединения, получени при един от следните процеси: реакция на активен метал с неметал или киселина, основен оксид с киселинен оскид или киселина или киселина с основа. Много неорганични съединения са йонни съединения, състоящи се от катиони и аниони и съединени с йонна химична връзка. Примери за йонни съединения са солите, например магнезиев хлорид MgCl2, който се състои от магнезиеви катиони Mg2+ и хлоридни аниони Cl−, или натриев оксид Na2O, който се състои от натриеви катиони Na+ и кислородни аниони O2−. Във всяка сол, пропорциите на йоните са такива, че електрическите заряди се изравняват, така че съединението като цяло е електрически неутрално. Йоните са описани от степента на окисление и лекотата на образуване която следва от йонизационния потенциал (катиони) или от електронния афинитет (аниони) на елементите, от които са образувани.
Важни класове на неорганичните соли са оксиди, карбонати, сулфати и халогениди. Много неорганични съединения се характеризират с висока температура на топене. Неорганичните соли обикновено са лоши електропроводници в твърдо състояние. Друга важна характеристика е тяхната разтворимост във вода и лекота на кристализация. Някои соли (например NaCl) са силно разтворим във вода, докато други (например SiO 2) не са.

### Метали и сплави
Металите като желязо, мед, бронз, месинг, алуминий са група химични елементи в левия долен участък на периодичната таблица. Общо 96 елемента могат да се отнесат към групата на металите. Те се отличават с висока топлопроводимост и електропроводимост. Намират широко приложение в металургията. Желязото е най-употребяваният метал, той заема 95% от световния добив на метали. Металите могат условно да се разделят на черни и цветни метали, или на тежки и леки метали.
Сплавта е сложен метал, получен при разтопяването и смесването в течно състояние на два или повече метала. Съществуват и сплави между метали и неметали. Сплавите се състоят от основа (един или няколко метала) с малки добавки на легиращи и модифициращи елементи. Те са основните материали в строителството и промишлеността. Използват се около 5000 вида сплави, като най-разпространени са железните и алуминиевите сплави.
- 6 са в алкалната група
- 6 в групата на алкалоземните метали
- 38 в групата на преходните метали
- 11 в групата на леките (или постпреходните метали)
- 7 в групата на металоидите
- 14 в лантанидте + лантан
- 14 в актинидте + актиний

### Неметали
| Група       | III | IV | V  | VI | VII | VIII |
| 2-ри период | B   | C  | N  | O  | F   | Ne   |
| 3-ти период |     | Si | P  | S  | Cl  | Ar   |
| 4-ти период |     |    | As | Se | Br  | Kr   |
| 5-и период  |     |    |    | Te | I   | Xe   |
| 6-и период  |     |    |    |    | At  | Rn   |
| 7-и период  |     |    |    |    |     | Og?  |

Неметалите могат да бъдат както химични елементи, така и химични съединения. В свободно състояние образуват прости вещества с неметални свойства. В периодичната система на елементите има 22 неметала както се вижда от таблицата, това са водород, бор, въглерод, азот, кислород, флуор, силиций, фосфор, сяра, хлор, арсен, селен, бром, телур, йод, астат и 6 инертни газа хелий, неон, аргон, криптон, ксенон и радон.
Най-типични неметали са халогените. При взаимодействие с металите образуват съединения, чиято връзка е основно йонна, например КCl или СаО. Когато реагират помежду си, неметалите могат да образуват съединения с ковалентни връзки (Cl3N, ClF, CS2 и др.).

### Основи и киселини
Основите са сложни вещества, като тези с най-голямо практическо значение са водоразтворими хидроксиди. При разтварянето си те се дисоциират на метални катиони и хидроксидни аниони, а водородният им показател (pH) е по-голям от 7. Основите могат да се разглеждат като химически противоположни на киселините, тъй като дисоцииращите се във вода киселини увеличават концентрацията на хидрониеви йони (H3O+), докато основите я намаляват.

## Приложение
Икономически важните неорганични субстанции включват силициеви чипове, транзистори, течнокристални монитори и екрани, оптични влакна и много катализатори. Неорганичната химия е изградена на основата на физикохимията и поставя началото на минералогията материалната химия. Често се припокрива с геохимията, аналитичната химия и металоорганичната химия. Предметът на неорганичната химия обхваща молекулните връзки, които съществуват като молекули, и кристалите, чиято структура е безкрайна решетка от монотонно повтарящи се атоми, и които са обект на изучаване и от кристалографията.